# Neodrepanis
A Neodrepanis  a madarak osztályának verébalakúak (Passeriformes) rendjébe és a bársonypittafélék (Philepittidae) családjába tartozó nem.

## Rendszerezés
A nembe az alábbi 2 faj tartozik:
- kékszemű nektárpitta (Neodrepanis coruscans)
- sárgahasú nektárpitta (Neodrepanis hypoxanthus)